# Pedrinho (calciatore 2002)
Pedrinho, pseudonimo di Pedro Henrique Azevedo Pereira (Salvador, 11 luglio 2002), è un calciatore brasiliano, difensore dello Šachtar.

## Caratteristiche tecniche
È un terzino destro.

## Carriera
Cresciuto nel settore giovanile del Vitória, debutta in prima squadra il 30 gennaio 2021 in occasione dell'incontro di Série B vinto 1-0 contro il Brasil de Pelotas.
Il 17 settembre seguente passa a titolo definitivo all'Athl. Paranaense. Il 12 maggio 2023 è stato licenziato dal club assieme al compagno di squadra Bryan García in seguito al loro coinvolgimento nello scandalo calcioscommesse scoppiato in Brasile.

## Statistiche
Statistiche aggiornate al 29 maggio 2023.

### Presenze e reti nei club
| Stagione                    | Squadra                     | Campionato                  | Campionato | Campionato | Coppe nazionali | Coppe nazionali | Coppe nazionali | Coppe continentali | Coppe continentali | Coppe continentali | Altre coppe | Altre coppe | Altre coppe | Totale | Totale | Totale |
| Stagione                    | Squadra                     | Comp                        | Pres       | Reti       | Comp            | Pres            | Reti            | Comp               | Pres               | Reti               | Comp        | Pres        | Reti        | Pres   | Reti   |        |
| --------------------------- | --------------------------- | --------------------------- | ---------- | ---------- | --------------- | --------------- | --------------- | ------------------ | ------------------ | ------------------ | ----------- | ----------- | ----------- | ------ | ------ | ------ |
| 2020                        | Vitória                     | PD/BA+B                     | 0+1        | 0          | CB              | 0               | 0               |                    | -                  | -                  |             | -           | -           | 1      | 0      |        |
| 2021                        | Vitória                     | PD/BA+B                     | 5+14       | 0          | CB              | 5               | 0               |                    | -                  | -                  | CdN         | 9           | 0           | 33     | 0      |        |
| Totale Vitória              | Totale Vitória              | Totale Vitória              | 20         | 0          |                 | 5               | 0               |                    | -                  | -                  |             | 9           | 0           | 34     | 0      |        |
| 2021                        | Athl. Paranaense            | A/PR+A                      | 0+11       | 0          | CB              | 0               | 0               | CS                 | 0                  | 0                  |             | -           | -           | 11     | 0      |        |
| 2022                        | Athl. Paranaense            | A/PR+A                      | 10+21      | 0          | CB              | 4               | 0               | CL                 | 2                  | 0                  | RS          | 0           | 0           | 37     | 0      |        |
| gen.-mag. 2023              | Athl. Paranaense            | A/PR+A                      | 13+4       | 0          | CB              | 2               | 0               | CL                 | 3                  | 0                  |             | -           | -           | 22     | 0      |        |
| Totale Athletico Paranaense | Totale Athletico Paranaense | Totale Athletico Paranaense | 59         | 0          |                 | 6               | 0               |                    | 5                  | 0                  |             | -           | -           | 70     | 0      |        |
| Totale carriera             | Totale carriera             | Totale carriera             | 79         | 0          |                 | 11              | 0               |                    | 5                  | 0                  |             | 9           | 0           | 104    | 0      |        |

## Palmarès

### Club

#### Competizioni nazionali
- Campionato ucraino: 1

Šachtar: 2023-2024
- Coppa d'Ucraina: 2

Šachtar: 2023-2024, 2024-2025

#### Competizioni statali
- Campionato Paranaense: 1

Athl. Paranaense: 2023

#### Competizioni internazionali
- Coppa Sudamericana: 1

Athl. Paranaense: 2021